# ウルトラ・プロミネント峰

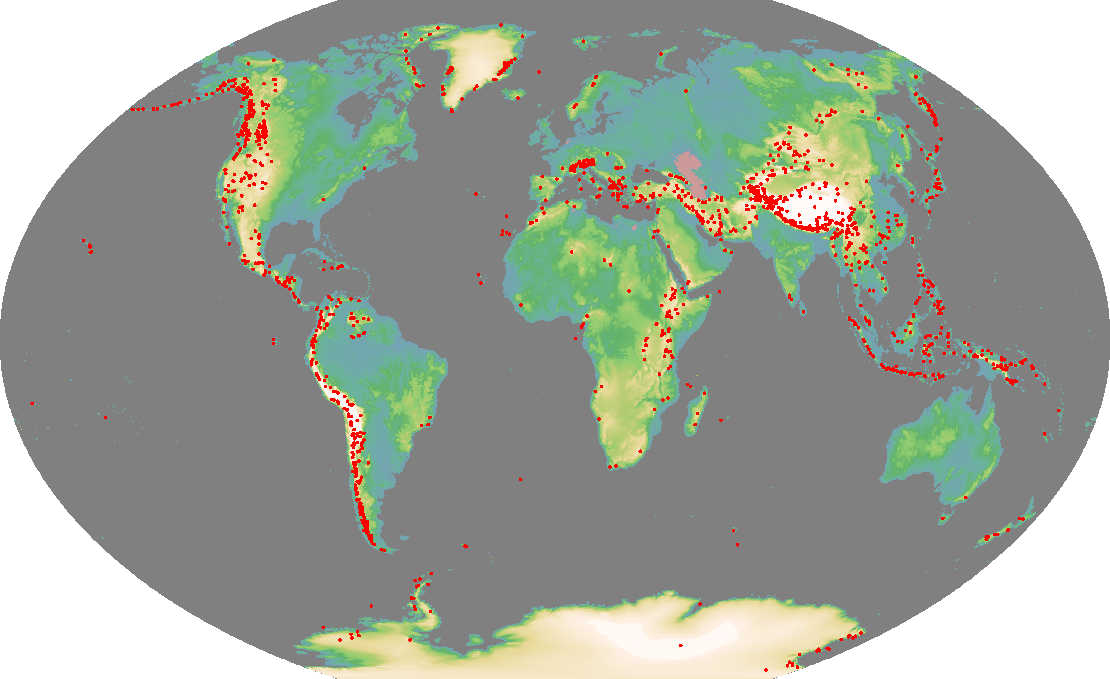
世界のウルトラ・プロミネント峰の分布

ウルトラ・プロミネント峰（ウルトラプロミネントほう、英語: ultra-prominent peak）とは、プロミネンスが1500メートル以上ある山である。単にウルトラ（英語: ultra）とも言う。地球上には1515座のウルトラが存在する。
マッターホルンやアイガーのような高峰であっても、ウルトラであるとは限らない。これらの山は、より標高の高い山と高所の鞍部で接続されているため、プロミネンスが低くなっているためである。
「ウルトラ」という言葉は地球科学者のスティーヴン・フライがワシントン州の山のプロミネンスの研究で1980年代から使い始めたものである。彼が使っていたのは"ultra major mountain"という言葉で、プロミネンスが5000フィート（1524メートル）以上の山を指していた。

## 分布
世界には1515座のウルトラが存在している。そのうち649座がアジア、355座が北アメリカ、209座が南アメリカ、119座がヨーロッパ（コーカサスを含む）、84座がアフリカ、69座がオーストララシア、43座が南極にある 。
世界の高峰のほとんどはウルトラである。その中にはエベレスト、K2、キリマンジャロ、モンブラン、オリンポス山が含まれる。しかし、アイガーやマッターホルンはプロミネンスが低いためウルトラではない。多くのウルトラが、人があまり訪れない荒れ果てた場所にある。例えば、グリーンランドの39座のウルトラ、北極地方の島々（ノヴァヤゼムリャ、ヤンマイエン島、スピッツベルゲン島）の最高地点、ヒマラヤ山脈の136座のウルトラなどである。ブリティッシュコロンビア州にあるいくつかのウルトラには、一般に認められる名前がついていない。
いくつかのウルトラは未踏峰である。サウイル・スオタシ（木斯島山）、サイプル山、ガンカー・プンスムは、世界で最も登頂困難な未登頂のウルトラの候補に挙げられる。
七大陸最高峰は、その大陸にその山より高い山がないという事実により、全てウルトラである。七大陸最高峰のプロミネンスの基準となるkey colの高さはほぼ海面の高さに近く、海抜とプロミネンスがほぼ同じ値になっている。全ての七大陸最高峰のkey colが海面と一致しないのは、いくつかの大陸が陸続きになっているためである。

## ウルトラの一覧

### 全般
- 世界の山一覧 (プロミネンス順) - 世界のプロミネンスの高い山125座が掲載されている。
- 島の最高地点の一覧 - 世界の最高地点の高い島75島が掲載されており、その最高地点は全てウルトラである。

### ヨーロッパ（119座）
- en:List of Alpine peaks by prominence（44座）
- en:List of non-Alpine European Ultras（75座）

### アジア（649座）
- en:List of Ultras of West Asia （88座）
- en:List of Ultras in Central Asia （75座）
- en:List of Ultras in the Western Himalayas（80座）
- en:List of Ultras in the Eastern Himalayas（57座）
- en:List of Ultras of Tibet, East Asia and neighbouring areas（112座）
- en:List of Ultras in Northeast Asia （53座）
- 日本のウルトラ・プロミネント峰の一覧 （21座）
- en:List of Ultras in Southeast Asia （42座）
- en:List of Ultras in the Philippines （29座）
- en:List of Ultras of Malay Archipelago（92座）

### アフリカ（84座）
- en:List of African Ultras （84座）

### オセアニア（69座）
- en:List of Ultras in Oceania（69座）

### 南極（43座）
- en:List of Ultras in Antarctica (43座）

### 北アメリカ（355座）

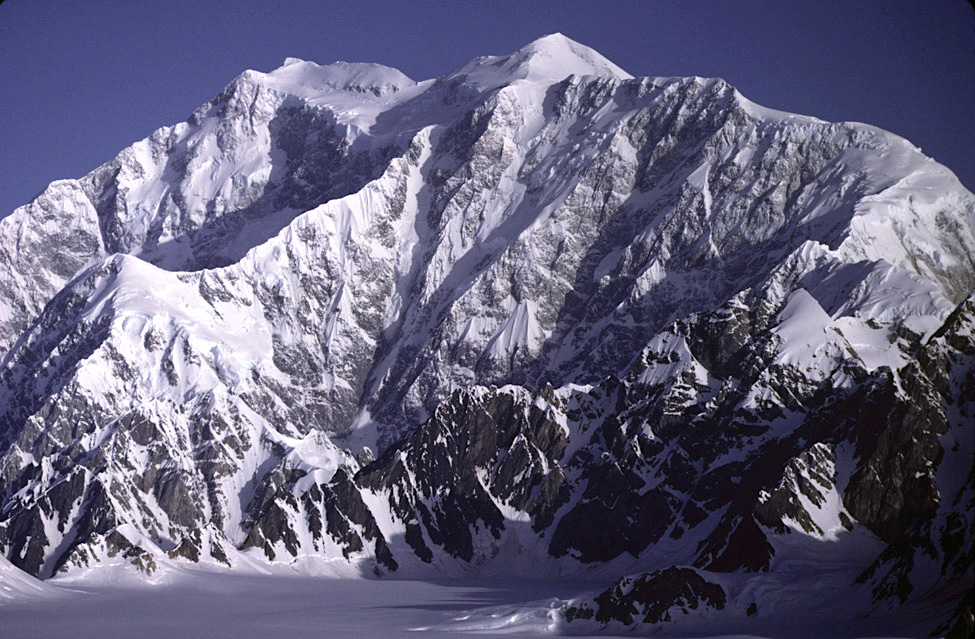
カナダ最高峰であるローガン山の山頂。プロミネンスは世界第6位。

- en:List of Ultras in North America （355座）

### 南アメリカ（209座）
- en:List of Ultras in South America （209座）